# Liste des châteaux en Albanie
 (août 2023).
La mise en forme du texte ne suit pas les recommandations de Wikipédia : il faut le « wikifier ».
Les points d'amélioration suivants sont les cas les plus fréquents. Le détail des points à revoir est peut-être précisé sur la page de discussion.
- Les titres sont pré-formatés par le logiciel. Ils ne sont ni en capitales, ni en gras.
- Le texte ne doit pas être écrit en capitales (les noms de famille non plus), ni en gras, ni en italique, ni en « petit »…
- Le gras n'est utilisé que pour surligner le titre de l'article dans l'introduction, une seule fois.
- L'italique est rarement utilisé : mots en langue étrangère, titres d'œuvres, noms de bateaux, etc.
- Les citations ne sont pas en italique mais en corps de texte normal. Elles sont entourées par des guillemets français : « et ».
- Les listes à puces sont à éviter, des paragraphes rédigés étant largement préférés. Les tableaux sont à réserver à la présentation de données structurées (résultats, etc.).
- Les appels de note de bas de page (petits chiffres en exposant, introduits par l'outil «  Source ») sont à placer entre la fin de phrase et le point final[comme ça].
- Les liens internes (vers d'autres articles de Wikipédia) sont à choisir avec parcimonie. Créez des liens vers des articles approfondissant le sujet. Les termes génériques sans rapport avec le sujet sont à éviter, ainsi que les répétitions de liens vers un même terme.
- Les liens externes sont à placer uniquement dans une section « Liens externes », à la fin de l'article. Ces liens sont à choisir avec parcimonie suivant les règles définies. Si un lien sert de source à l'article, son insertion dans le texte est à faire par les notes de bas de page.
- La présentation des références doit suivre les conventions bibliographiques. Il est recommandé d'utiliser les modèles {{Ouvrage}}, {{Chapitre}}, {{Article}}, {{Lien web}} et/ou {{Bibliographie}}. Le mode d'édition visuel peut mettre en forme automatiquement les références.
- Insérer une infobox (cadre d'informations à droite) n'est pas obligatoire pour parachever la mise en page.

Pour une aide détaillée, merci de consulter Aide:Wikification.
Si vous pensez que ces points ont été résolus, vous pouvez retirer ce bandeau et améliorer la mise en forme d'un autre article.
Cette liste des châteaux d'Albanie est non exhaustive, et elle regroupe des châteaux originaires d'Albanie.

## Préfecture de Berat
- Château de Berat

## Préfecture de Dibër
- Château de Burgajet (en)

## Préfecture de Durrës
- Château de Croïa à Krujë
- Château de Durrës

### Cap de Rodon
- Château de Rodoni

## Préfecture d'Elbasan
- Château d'Elbasan
- Château de Peqin (en)

## Préfecture de Fier
- Château de Margëlliç (en)

## Préfecture de Gjirokastër
- Château de Gjirokastër
- Château de Libohovë

## Préfecture de Korçë
- Château de Mok (en)
- Château de Pogradec (en)
- Château de Shpellë Castle (en)
- Château de Trajan (sq), après Trajan, l'Empereur romain
- Château de Ventrokut (sq)

## Préfecture de Lezhë
- Château de Lezhë (en)

## Préfecture de Shkodër
- Château de Drisht (en)
- Château de Rozafa
- Château de Vau-Dejës (en)

## Préfecture de Tirana
- Château de Dajti (en)
- Château de Petrelë à Petrelë
- Château de Prezë (en)
- Château de Tirana (en)
- Forteresse de Bashtovë

## Préfecture de Vlorë
- Château d'Ali Pacha
- Château de Kaninë
- Château de Lëkurësi
- Château de Porto Palermo
- Venetian Triangular Castle (it)